# قرد الململة
السعدان الخرطومي أو القرد الأشرع أو قرد المَلمَلة (الاسم العلمي: Nasalis larvatus) هو قرد معروف بأنفه الطويل، ذو لون أحمر مائل إلى البنيّ. ينتمي إلى فصيلة سعادين العالم القديم، ويعتبر من القرود الشجريّة.
يستوطن قرد الململة جزيرة بورنيو في جنوب شرق آسيا، حيث يشتهر باللغة الملايوية باسم "Monyet belanda" وتعني «القرد الهولندي». ويعود سبب التسمية هذه إلى أن الأندونسيين شبهوا أنف القرد وبطنه بأنوف وطبيعة أجسام المستعمرين الهولنديين.

## وصف عام

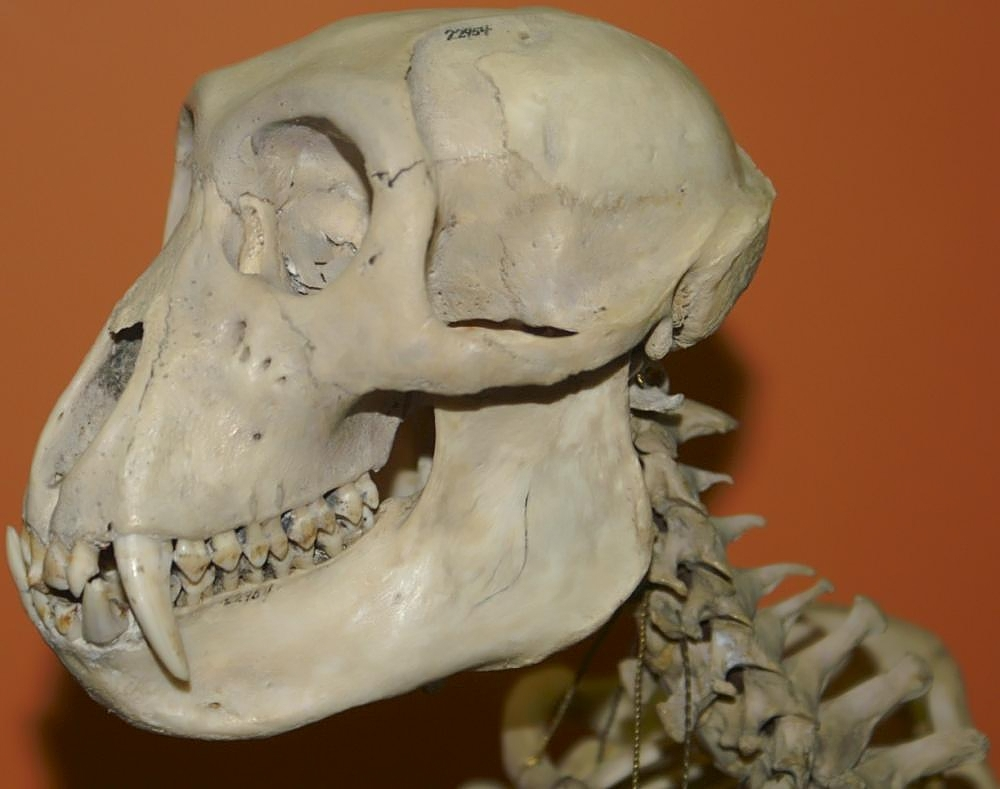
...ءء

قرد المَلمَلة مثنوي الجنس؛ يبلغ معدل طول ذكور الململة 75٫5 سم (شاملا الرأس والجسد) ووزنها 20 كيلو جراما. بينما يبلغ معدل طول الإناث 62 سم ووزنها 10 كيلو جرامات. يزيد طول أنف ذكر الململة 10 سم عن أنف أنثاه، بحيث يتدلى إلى ما دون فمه. ومع ذلك يظل أنف أنثى الململة طويلا نسبيا مقارنة بأنواع القرود الأخرى. لقرد الململة شعر طويل بعض الشيء، ولون شعر ظهره برتقالي فاتح، أو أحمر مائل إلى البني، أو أصفر مائل إلى البني، أو أحمر غامق. أما لون شعر بطنه فرمادي باهت، أو فيه صفرة، أو برتقالي فاتح مشوب باللون الرمادي. ولون وجه قرد الململة بين البرتقالي والوردي.
لذكر الململة عضو ذكري أحمر، وكيس صفن أسود. أصابع الململة من النمط المكفف، ولكلى الجنسين كرش في منطقة البطن.

## النشاطات والغذاء
يتغذى قرد الململة بصفة أساسية على الفواكه وأوراق الشجر، ويأكل أيضا الحشرات وبذور الزهور.